# 劉伯林
劉 伯林（りゅう はくりん）は、金朝末期からモンゴル帝国初期にかけて活躍した人物。西京（大同）を中心とする軍閥を形成し、漢人世侯（漢人軍閥）の一人に数えられる。

## 概要
済南府の出身で、任侠を好み騎射を得意としたため、金朝末期に威寧県の防城千戸に任ぜられた。しかし、1212年（壬申）にチンギス・カン率いるモンゴル軍によって威寧県が囲まれると、劉伯林はモンゴル軍に抗しえないことを覚り、城門を開いてモンゴル軍に降った。劉伯林は旧金朝領の漢人の中でも最も早くモンゴル帝国に投降した有力者であり、劉伯林以後続々とモンゴルに投降していった漢人軍閥は歴史研究者より「漢人世侯」と総称されている。チンギス・カンは劉伯林を降伏前の官職のままとした上で、配下の兵を選抜して1軍を組織し耶律禿花の指揮下に入るよう命じた。
チンギス・カンが金朝から引き上げると、劉伯林は天成県に駐屯し、これを奪還せんとする金朝の兵と数十度に渡って戦い、また西京（大同）への攻撃にも加わった。これらの功績によって劉伯林は金虎符を与えられ、西京留守兼兵馬副元帥に任じられた。なお、西京路（後の大同路）はチンギス・カンの第3子オゴデイの領地（投下領）とされており、これ以後劉伯林の一族はオゴデイ家と密接な関係を有するようになる。
1219年（己卯）には潞州・絳州・火山県・聞喜県などを攻略したが、モンゴル軍の中で聞喜県の住民を天成県に移してしまえという意見が起こった。これに対し、劉伯林は民を苦しめ当該地に混乱を生じさせる愚策であるとしてこの意見を撤回させ、また1万を越える捕虜を全て解放した。
威寧県を10年余りにわたって治めていた時には農業振興に努め、民にも十分な休息を取らせたため、近隣の諸県に比べて威寧は楽土のようであると称されていた。このような評価に対し、劉伯林は「数千人を活かした者は必ず後世封を受けるであろうと聞いたことがある。吾は数万人を活かしたので、子孫は必ず栄えるだろう」と語ったという。
1221年（辛巳）、病のため72歳にして亡くなった。劉伯林の死後は息子の劉黒馬が後を継いだ。劉伯林・劉黒馬父子の「西京劉氏」軍閥は漢人世侯の中でも特に有力視されており、南宋からモンゴルに派遣された使者が記した『黒韃事略』では東平の厳実・真定の史天沢・保定の張柔・西京の劉黒馬を並び称して「多くの漢人軍閥があるがこの4名の兵数の多さと強大さに及ぶ者はいない」と評されている。